# Alain Sadaune
Alain Sadaune, né à Farciennes, le 18 décembre 1956, a été un homme politique belge wallon, membre du Front National. 
Il est commerçant-magasinier ; il fut actif plusieurs années dans les milieux de droite radicale (UDRT, par exemple) avant d'entrer au FN en 1996 ; il entre en conflit avec Daniel Féret en novembre 2001 et décide de siéger comme indépendant ; lorsqu'en 2003, il renonce à son mandat de conseiller communal, on lui cherchera un suppléant pendant des mois ; ouvrier dans une société de pneumatiques (2004-) ; présente une liste Force Nationale aux élections communales (2006) ; emmène une nouvelle liste intitulée Wallonie d’abord ! lors du scrutin régional de juin 2009.

## Carrière politique
- conseiller communal de Charleroi (1995-2003)
- député wallon (1995-2004)